# Ga Jungang (Busan)
Ga Jungang (tiếng Hàn: 중앙역; Hanja: 中央驛) là ga của Tàu điện ngầm Busan tuyến 1 ở Jungang-dong, quận Jung, Busan, Hàn Quốc.

## Liên kết
- (tiếng Hàn) Thông tin ga từ Tổng công ty vận chuyển Busan